# 阪南市立尾崎中学校
阪南市立尾崎中学校（はんなんしりつ おざき ちゅうがっこう）は、大阪府阪南市にあった公立中学校。
地域の宅地化に伴い、1978年に阪南町立鳥取中学校（現在の阪南市立鳥取中学校）より分離開校した。
生徒数の減少により、2020年3月閉校。阪南市立鳥取中学校と整理統合。

## 沿革
- 1978年4月1日 - 阪南町立尾崎中学校として開校。
- 1978年9月 - 校章決定(製作者：上林米子) 校歌決定(作詞:森下三郎　作曲:河内貞二　補作:小山昇)
- 1979年3月 - 体育館(1258m2)完成。
- 1991年10月1日 - 阪南市の市制施行により、阪南市立尾崎中学校に改称。
- 2003年2月 - 海岸清掃活動が大阪府よりアドプト・シーサイド・フクシマとして認定される[1]。以降、閉校時まで活動を続け、多くの表彰を受章する。
- 2020年3月 - 鳥取中学校との整理統合のため閉校[2]。閉校時の生徒数159名　卒業生数4805名　関わった教職員約240名

## 著名な出身者
- 中川圭太 - プロ野球選手[3]